# Tricks of the Light
Tricks of the Light – piosenka napisana przez Mike’a Oldfielda, wydana jako singel w 1984 roku. Pochodzi ona z albumu Discovery. Utwór wykonywany jest wspólnie przez Maggie Reilly oraz Barry'ego Palmera. 
Teledysk przedstawia koncert (nie jest to zapis prawdziwego koncertu) na którym bawią się ludzie, kamera wyróżnia z tłumu pewną dziewczynę, pojawiającą się również w krótkich scenkach już poza salą koncertową. Mike Oldfield gra na scenie na gitarze elektrycznej.

## Spis utworów

### Wersja 7'
1. „Tricks of the Light” – 3:52
2. „Afghan” – 2:45

### Wersja 12”
1. „Tricks of the Light” – 3:52
2. „Afghan” – 2:45
3. „Tricks of the Light” (Instrumental) – 3:56